# البعثة الدولية للعدالة
البعثة الدولية للعدالة هي منظمة دولية غير حكومية، خاضعة للمادة 501 © (3)، تهتم بحقوق الإنسان والقانون وبتنفيذ القانون. تأسست المنظمة من قبل المحامي الأمريكي غاري هاوغن، ويقع مقرها في ولاية واشنطن الأمريكية. تمتلك بعثة العدالة الدولية سبعة عشر مكتبًا ميدانًيًا في أفريقيا وجنوب آسيا وجنوب شرق آسيا، وخمسة مكاتب شريكة في أمريكا الشمالية وأوروبا وأستراليا. يفترض على جميع العاملين في البعثة الدولية للعدالة أن يكونوا مسيحييّن ممارسين للشعائر المسيحية، ويعمل 94% منهم في بلدانهم الأم.
تعمل البعثة الدولية للعدالة على مكافحة الاتجار بالجنس والاتجار بالجنس الإلكتروني والاعتداء الجنسي على الأطفال والسخرة والاستعباد والاستيلاء على الممتلكات وإساءة استخدام الشرطة للسلطة، وتعمل أيضًا على معالجة حقوق المواطنة للأقليات. يركز الجزء الأكبر من عمل البعثة الدولية للعدالة على الاتجار بالجنس. أثار التنسيق الوثيق بين البعثة الدولية للعدالة وأجهزة الشرطة في دول العالم الثالث، وما نتج عنه من عمليات اعتقال وترحيل للعاملين في مجال الجنس، انتقادات منظمات حقوق الإنسان والعاملين في مجال الجنس على حدّ سواء، إزاء مهمة المنظمة وتكتياتها.

## التاريخ

### تأسيس البعثة
أُسّست البعثة الدولية للعدالة في عام 1997 باعتبارها مؤسسة عقائدية غير ربحية من قبل المحامي الأمريكي غاري هاوجين. ساعدت المنظمة في قضيتها الأولى في اعتقال مشتبه به في قضية اغتصاب في العاصمة الفلبينية مانيلا. وادعت البعثة الدولية للعدالة في عام 1998 مساعدتها في إنقاذ أكثر من 700 شخص، إضافة إلى مساعدة العملاء في الحصول على تمثيل قانوني أمام القضاء. قرر هاوغن فيما بعد السعي لتوسيع تأثير منظمته من خلال التعاون مع حكومات البلدان النامية لتحسين النظم القانونية فيها.

### مداهمات بيوت الدعارة في تايلاند
حرّضت البعثة الدولية للعدالة في عام 2000، ومرة أخرى في عام 2003، على مداهمة مطعم غنائي في مدينة تشيانغ مي شمالي تايلاند. داهمت الشرطة التايلاندية المنشأة في وقت لاحق مرتين متتاليتين، واعتقلت -ثم رحلت- النساء اللاتي كنّ يعملن فيها. وصفت البعثة الدولية للعدالة العمليات التي قامت بها في هذه القضية بـ «عمليات إنقاذ ناجحة». أرسلت البعثة في مداهمة أخرى جرت في عام 2001 رجالًا متخفين إلى بيت للدعارة، واستخدمت في عمليتها هذه كاميرات خفية، وأصدرت وثيقة من 25 صفحة تزعم فيها حدوث انتهاكات محدّدة للقانون التايلاندي. داهمت قوّات الشرطة بيت الدعارة، واعتقلت 43 عاملة في الجنس. قالت بعض النساء اللاتي اعتقلتهنّ الشرطة في هذه العملية بأنّهن يعملن بهذه المهنة بملء إرادتهنّ، ولا يرغبن بمغادرة بيت الدعارة. هربت في وقت لاحق نصف النساء المسجونات، وعلّل البعض ذلك بخوفهنّ من الترحيل إلى بورما. طلبت البعثة الدولية للعدالة، بعد مداهمات مطعم شيانغ ماي في عامي 2000 و 2003، من المنظمات المحلية غير الحكومية تقديم المساعدة في الترجمة، وذلك بعد أن أدرك موظفوها أنّ العاملات في الجنس لا يحملن الجنسية التايلندية. قالت شبكة شان للعمل النسائي، بعد حصول البعثة الدولية للمساعدة في الترجمة، بأنّ المداهمات قد انتهكت بشكلٍ صارخ حقوق الإنسان الخاصة بالمرأة. أشارت المجموعة بأنّه، وعلى الرغم من مداهمة البعثة الدولية للعدالة نفس المنشأة مرتين، فإنّها فشلت في حماية النساء من الملاحقة القضائية، ومن التعرض للمزيد من الأذى. عادت البعثة الدولية للعدالة في السنوات اللاحقة لتؤكّد على نجاح مداهمات بيوت الدعارة في تايلاند. وصف هولي بورخالتر، نائب رئيس البعثة الدولية للعدالة للعلاقات الحكومية، مداهمات عام 2003 في مقال نُشر في عام 2012 بأنّها واحدة من الحالات القليلة التي واجهتها البعثة والتي لا يتوافق فيها إنفاذ القانون على البالغين غير المكرهين مع معايير البعثة الدولية للعدالة.

### عمل البعثة في كمبوديا
دعاد مدير البعثة الدولية للعدالة غاري هاوغن، في 29 مارس من عام 2003، البرنامج التلفزيوني الأمريكي» ديتلاين«، الذي يعرض على شبكة إن بي سي الأمريكية، إلى تصوير مداهمة لأحد بيوت الدعارة الكبيرة الواقعة في قرية سفاي باك في كمبوديا. احتوى بيت الدعارة ذاك ما يقارب الـ 40 فتاة، تقلّ أعمار الكثير منهن عن العشر سنوات، احتجزتهنّ القوات التايلندية مع 12 متهمًا ومتهمة بالقوادة. اعتُقل في المداهمة أيضًا بائع معكرونة لم يكن له أي صلة مع العاملين ببيت الدعارة، وتوفّي في وقت لاحق في السجن نتيجةَ سكتة دماية. تعاقدت البعثة الدولية للعدالة فيما بعد مع منظمة حقوق إنسان كمبودية تدعى» الرابطة الكمبودية للنهوض بحقوق الإنسان والدفاع عنها (وتعرف اختصارًا باللغة الإنكليزية بـ (LICADHO)) «لمراجعة أداء البعثة في تنظيم المداهمة. قال بيتر سينسبري، المستشار الذي راجع أداء البعثة في المداهمة، بأنّه قد أخبر البعثة الدولية للعدالة عن مخاوفه من الحالة الصحية لبائع المعكرونة، وقوبلت ملاحظته هذه بالتجاهل الكامل. هرب ما لا يقل عن اثنتي عشر فتاة من الفتيات اللاتي «أُنقذن» من بيت الدعارة في عملية قرية سفاي باك عام 2003 من المنزل الآمن الذي نقلن إليه، وتبيّن في مداهمة أخرى لأحد بيوت الدعارة حدثت بعد سنة من ذلك- أن عدد الفتيات اللاتي أُنقذن في مداهمة عام 2003 قد عدن مجدّدًا للعمل في الدعارة.
شكّك النقاد في أساليب منظمة البعثة الدولية للعدالة، ووصفوا مداهمات بيوت الدعارة التي تقوم بها البعثة بأنها لا تركز على الأسباب الجوهرية لبغاء الأطفال، وبأنّها أدّت لاعتقال أشخاص لا علاقة لهم في العمل بالدعارة، واتهموها أيضًا بإعاقة عمل مبادرات الوقاية من فيروس نقص المناعة البشرية، وذلك في الوقت الذي كانت تعتبر فيه البعثة الدولية «عمليّات الإنقاذ» التي نفّذتها ناجحة.

### عمل البعثة في غانا
أبعدت السلطات الغانية، في عام 2017، 31 طفلًا يُعتقد بأنهم قد شاركوا في أعمال السخرة من مجتمعات الصيد الواقعة في منطقة بحيرة فولتا ووضعوهم قيد الاحتجاز، وكان من بين السلطات التي وضعت الأطفال رهن الاحتجاز ممثلين عن وكالات الرعاية الاجتماعية الغانية التابعة للحكومة. استنكر عضو البرلمان الغاني عن منطقة سهول بلاينز إجراءات وضع الأطفال رهن الاعتقال، إذ صرح» كان هدف بعض الأطفال الذين تعرضوا للاعتقال من العمل في الصيد هو مساعدة آبائهم في تأمين لقمة العيش«. فيما صرّح مسؤولون غانيون آخرون بأنّ قيام الأسر بالاصطياد معًا في المنطقة يعتبر أمرًا شائعًا، وأشاروا بشكلٍ خاص إلى البعثة الدولية للعدالة في ما رأوه على أنّه فشل في البحث أو في استيعاب الثقافة المحلية.

### التمدد
وسّعت البعثة الدولية للعدالة نطاق عملها إلى أنشطة أخرى غير العمل على منع الاتجار بالجنس، إذ ساعد محاموها وإخصائيوها وأنصارها الضحايا الذين صودرت أراضيهم، أو كانوا من العمال المستعبدين، أو المسجونين زورًا. أضافت شبكة يو إس نيوز آند وورد ريبورت الأمريكية في عام 2010 » بعثة العدالة الدولية«إلى قائمة» عشرة مجموعات خدمية أحدثت فرقًا«. كرمت وزارة الخارجية الأمريكية في عام 2012، خلال فترة حكم الرئيس باراك أوباما، مؤسس البعثة الدولية للعدالة ومديرها التنفيذي، باعتباره بطلًا لتقرير الاتجار بالأشخاص عاملًا في سبيل إنهاء العبوديّة الحديثة. وقالت وزارة الخارجية بأنّ البعثة الدولية للعدالة قد قدمت المساعدة لحوالي 4000 ضحية، وساعدت في محاكمة 220 مجرمًا بين عامي 20016 و 2012.